# Kailo (Sénégal)
Cet article concerne le village du Sénégal. Pour le territoire de la République démocratique du Congo, voir Kailo (Congo).
Kailo est un village du Sénégal situé en Basse-Casamance. Il fait partie de la communauté rurale de Kafountine, dans l'arrondissement de Kataba 1, le département de Bignona et la région de Ziguinchor.
Lors du dernier recensement (2002), le village comptait 502 habitants et 70 ménages.